# Solea
Solea est gènere de peixos plans pertanyents a la família de soleids, ordre dels pleuronectiformes.

## Taxonomia
Actualment es consideren aquestes espècies vàlides en aquest gènere:
- Solea aegyptiaca Chabanaud, 1927
- Solea capensis Gilchrist, 1902
- Solea elongata F. Day, 1877
- Solea heinii Steindachner, 1903
- Solea ovata J. Richardson, 1846
- Solea senegalensis Kaup, 1858
- Solea solea (Linnaeus, 1758)
- Solea stanalandi J. E. Randall & McCarthy, 1989
- Solea turbynei Gilchrist, 1904